# 7965 Katsuhiko
7965 Katsuhiko este un asteroid din centura principală de asteroizi.

## Descriere
7965 Katsuhiko este un asteroid din centura principală de asteroizi. A fost descoperit pe 17 ianuarie 1996 la Kitami de Kin Endate și Kazuro Watanabe. Asteroidul prezintă o orbită caracterizată de o semiaxă mare de 2,44 ua, o excentricitate de 0,29 și o înclinație de 25,0° în raport cu ecliptica.